# Frépillon
Frépillon [fʁepijɔ̃] ist eine französische Gemeinde mit 3327 Einwohnern (Stand 1. Januar 2022) im Département Val-d’Oise in der Region Île-de-France. Sie gehört zum Arrondissement Argenteuil und zum Kanton Saint-Ouen-l’Aumône. Die Einwohner werden Frépillonnais genannt.

## Geographie
Frépillon befindet sich etwa 30 Kilometer nordöstlich von Paris und umfasst eine Fläche von 335 Hektar. Nachbargemeinden sind Villiers-Adam im Nordosten, Taverny im Südosten, Bessancourt im Süden und Méry-sur-Oise im Westen.

## Bevölkerungsentwicklung
| Jahr      | 1962 | 1968 | 1975 | 1982 | 1990 | 1999 | 2006 | 2017 |
| Einwohner | 1058 | 1229 | 1877 | 2033 | 2211 | 2262 | 2577 | 3337 |

## Sehenswürdigkeiten

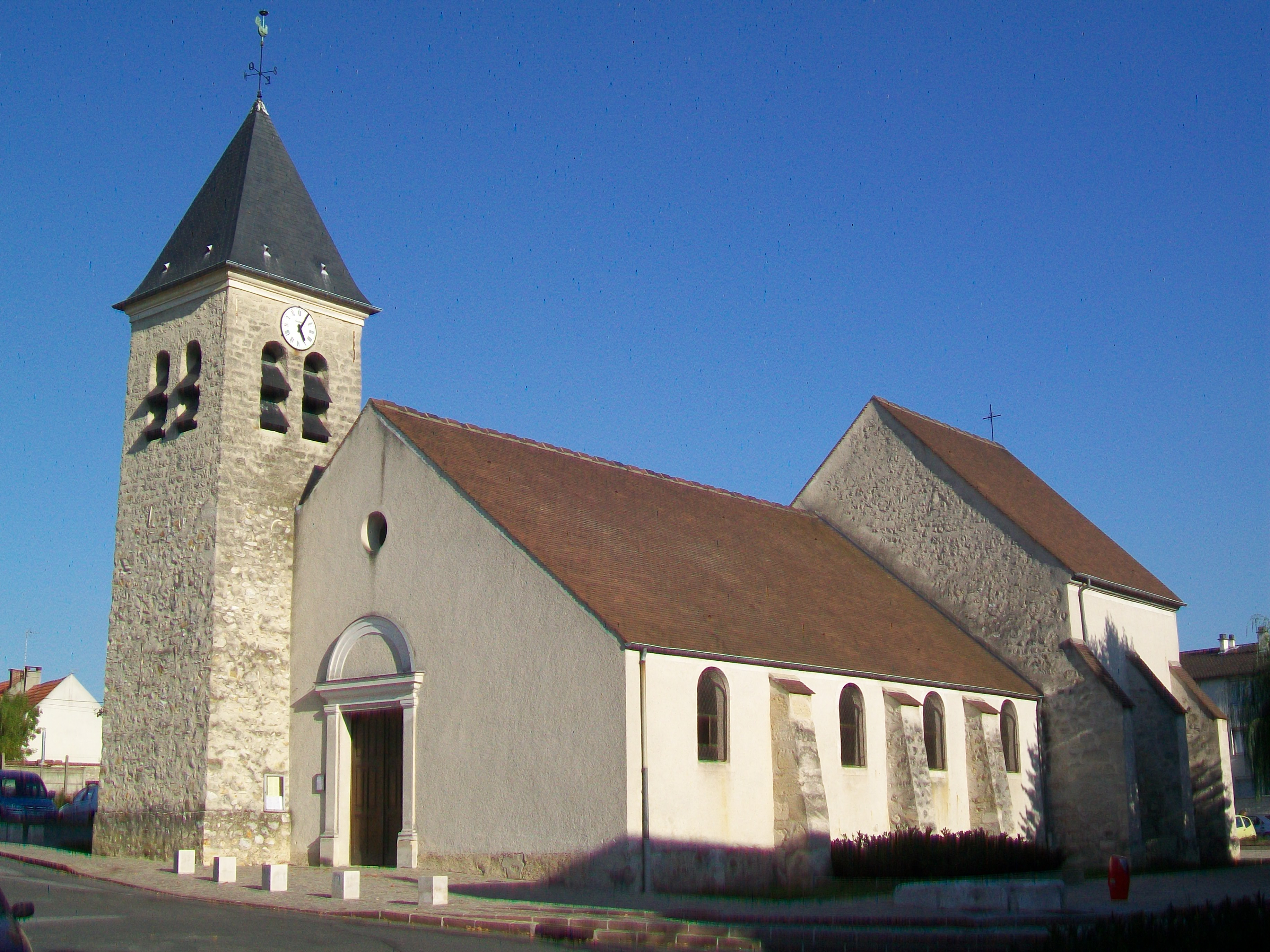
Kirche Saint-Nicolas

- Kirche Saint-Nicolas
- Brunnen

## Persönlichkeiten
- Der französische Maler Léon Riesener lebte lange Zeit in der Gemeinde
- Der französische Maler Eugène Delacroix (1798–1863) verbrachte einige Aufenthalte bei seinem Cousin ersten Grades, dem Maler Léon Riesener